# Bosdoorntje
Het bosdoorntje (Tetrix bipunctata) is een rechtvleugelig insect uit de familie van de doornsprinkhanen (Tetrigidae) en de onderfamilie Tetriginae.

## Kenmerken
Mannetjes bereiken een lengte van 8,5 tot 9 millimeter, de vrouwtjes zijn 10 tot 11,5 mm lang. Het halsschild is dakvormig en heeft een hoge kiel. De soort lijkt sterk op het kalkdoorntje en het gewoon doorntje maar onderscheidt zich aan de rand van het halsschild aan de voorzijde, zie de beschrijving op gewoon doorntje. De antennes van het bosdoorntje zijn relatief kort. Langvleugelige exemplaren zijn zeldzaam; de meeste exemplaren zijn kortvleugelig.

## Verspreiding
Het bosdoorntje kwam vroeger voor in grote delen van Europa, maar is in een groot gebied uitgestorven, onder andere in Denemarken, noordelijk Duitsland en het grootste deel van België. Alleen in uiterst zuidoostelijk België zijn nog populaties te vinden.
In Nederland zijn na 1975 zijn lange tijd geen waarnemingen gedaan. In 2011 werd de soort echter herontdekt op de Veluwe.
De habitat bestaat uit open plekken op zanderige gronden in of langs bossen, verstuivingen, heidevelden en duinen.

## Levenswijze
Het bosdoorntje is te zien van april tot september en laat zich vooral zien tussen negen uur in de ochtend tot zeven uur in de avond. Net als alle doorntjes wordt geen geluid gemaakt. Het voedsel bestaat uit algen.